# Tepaxapa
Tepaxapa är en ort i Mexiko.   Den ligger i kommunen Soledad Atzompa och delstaten Veracruz, i den sydöstra delen av landet, 220 km öster om huvudstaden Mexico City. Tepaxapa ligger 2 627 meter över havet och antalet invånare är 730.
Terrängen runt Tepaxapa är kuperad åt sydost, men åt nordväst är den bergig. Runt Tepaxapa är det ganska tätbefolkat, med 120 invånare per kvadratkilometer. Närmaste större samhälle är Río Blanco, 19,0 km norr om Tepaxapa. I omgivningarna runt Tepaxapa växer i huvudsak blandskog.